# Tschagataische Sprache
Die tschagataische Sprache oder kurz Tschagataisch (Eigenbezeichnung چغتای Tschaghatāy oder ترکی Turkī) war eine osttürkische Sprache, die heute in den zentralasiatischen Sprachen Usbekisch und Uigurisch weiterlebt. Sie war eine bedeutende Verkehrs- und Literatursprache, die etwa vom Beginn des 15. Jahrhunderts bis zum Beginn des 20. Jahrhunderts im islamischen Zentralasien und darüber hinaus auch in weiteren Teilen Eurasiens verbreitet war. Im engeren Sinne wird unter Tschagataisch das klassische Tschagataisch verstanden, das von Mitte des 15. Jahrhunderts bis zirka 1600 im Reiche der Timuriden und seinen Nachfolgestaaten verwendet wurde und späteren Generationen als Vorbild diente.

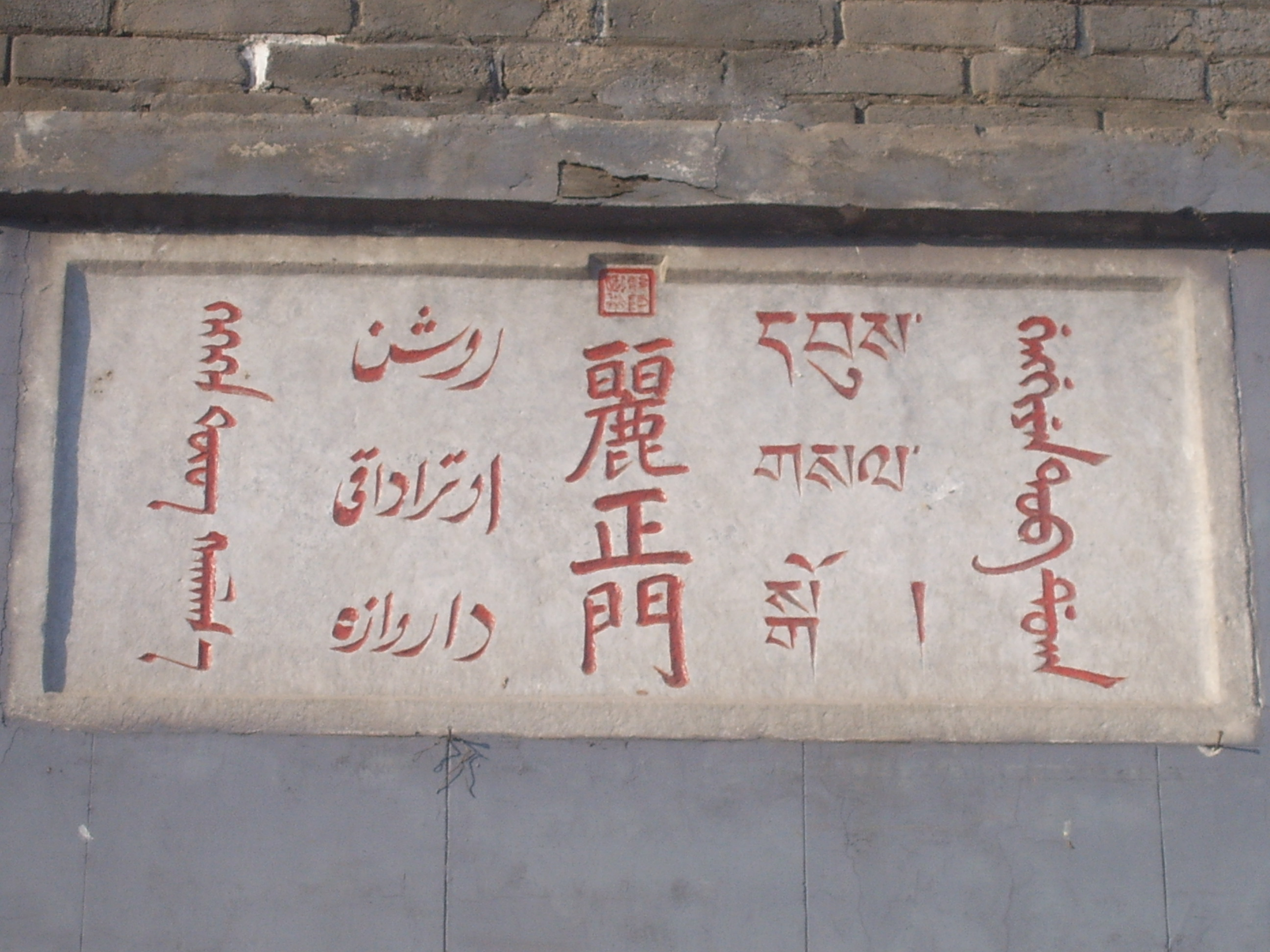
Das Lizhengtor im Sommerpalast von Chengde; die zweite Spalte ist auf Tschagataisch verfasst

## Sprachbezeichnungen und Sprachcodes
In der klassischen Periode des Tschagataischen ist unter anderem bei Mir ʿAli Schir Nawāʾi und bei Zāhir ad-Dīn Muhammad Bābur die Sprachbezeichnung ترکی Turkī / Türkī belegt. 
Tschagataisch (چغتای Tschaghatāy) als Sprachbezeichnung ist in den Werken der Autoren der klassischen Periode lediglich einmal bei Mir ʿAli Scher Nawāʾi belegt. Seit dem 17. Jahrhundert wurde es von einigen zentralasiatischen Autoren für die Literatursprache der klassischen Periode (Mitte des 15. Jahrhunderts bis zirka 1600) verwendet.
Das Wort Tschagataisch geht auf den Namen des zweiten Sohns Dschingis Khans, Tschagatai, zurück, der nach der Eroberung Mittelasiens durch die Mongolen Anfang des 13. Jahrhunderts Herrscher über das mongolische Teilreich zwischen Altai und Aralsee, das Tschagatai-Khanat, wurde, in dessen Raum sich in der Folgezeit die tschagataische Schriftsprache entwickelte.
In die moderne Orientalistik wurde der Begriff zuerst von Hermann Vámbéry eingeführt. Heute wird der Begriff Tschagataisch oft in einem weiteren Sinne benutzt, sodass er sich auf jegliche Form von türkischer Literatursprache beziehen kann, die zwischen dem 13. Jahrhundert und dem Ersten Weltkrieg in einem islamischen kulturellen Kontext im eurasischen Raum außerhalb des Osmanischen Reiches verwendet wurde.
Im 20. Jahrhundert wurden das Tschagataische bzw. seine lokalen Spielarten in den einzelnen Teilgebieten seines einstigen Verbreitungsgebietes als ältere Epoche der jeweiligen modernen Schriftsprachen betrachtet und dementsprechend als Alt-Usbekisch (so János Eckmann), Alt-Uigurisch, Alt-Turkmenisch oder Alt-Tatarisch bezeichnet. In der sowjetischen Turkologie überwog die Bezeichnung Alt-Usbekisch.
Der Sprachcode des Tschagataischen nach ISO 639-2 und ISO 639-3 ist chg.

## Geschichte
Die tschagataische Literatursprache stellt eine Fortentwicklung der vorangegangenen islamischen türkischen Literatursprachen Mittelasiens dar, des Karachanidischen des 11. bis 13. Jahrhunderts und des Chwaresmischen Türkischen des 14. Jahrhunderts. Die Entwicklung des Tschagataischen selbst lässt sich in drei Perioden einteilen, das frühe oder vorklassische Tschagataische der ersten Hälfte des 15. Jahrhunderts, das klassische Tschagataische von der Mitte des 15. Jahrhunderts bis zirka 1600 und das nachklassische Tschagataische vom 17. Jahrhundert bis zur zweiten Hälfte des 19. oder dem Beginn des 20. Jahrhunderts.
Der bekannteste Dichter des Tschagataischen war Mir ʿAli Schir Nawāʾi (1441–1501), Dichter am Hofe der Timuriden in Herat, der sowohl in Tschagataisch als auch in Persisch schrieb. Timurs Nachkomme Babur schrieb seine Biografie, Baburname, in dieser Sprache.
Die tschagataische Schriftsprache galt damals nicht nur im gesamten turksprachigen Raum Zentralasiens, sondern verbreitete sich darüber hinaus auch bei den muslimischen Turkvölkern im Wolga-Ural-Raum, die heute als Wolga-Ural-Tataren und Baschkiren bekannt sind. Es war neben dem Osmanischen die zweite überregional als Schriftsprache verwendete Turksprache des islamischen Kulturraumes.
Im Laufe der folgenden Jahrhunderte entwickelten sich unter dem Einfluss der lokalen Varietäten der Turksprachen lokale Spielarten der tschagataischen Schriftsprache. Während sich bei den Tataren und später auch bei den Kasachen schließlich seit dem 19. Jahrhundert selbständige Schriftsprachen auf lokaler Grundlage herausbildeten, blieb das Tschagataische bis Anfang der 1920er-Jahre die gemeinsame Schriftsprache der Turkvölker Zentralasiens.
In den 1920er Jahren wurden in der jungen Sowjetunion getrennte schriftsprachliche Normen für die turksprachlichen Varietäten Zentralasiens eingeführt und zugleich die lateinische Schrift anstelle der arabischen, Ende der 1930er-Jahre dann – parallel zum verstärkten Russisch-Unterricht – die kyrillische Schrift anstelle der lateinischen eingeführt. Damit endete die Geschichte der tschagataischen Schriftsprache in ihrer traditionellen Form. Die turksprachlichen Varietäten der sesshaften Bevölkerung im zentralen Raum des sowjetischen Zentralasiens wurden im Zuge der Neustandardisierung zur Grundlage der usbekischen Standardsprache, der Amtssprache der 1925 gegründeten Usbekischen SSR, während die Varietäten Ostturkestans zur Grundlage der neuuigurischen Standardsprache wurden. Damit wurden das moderne Usbekische wie das Uigurische zu den direkten Nachfolgesprachen des Tschagataischen.
Von zentralasiatischen Islamisten, die in der Islamischen Turkestanpartei zusammengeschlossen sind, werden heute zum einen ein stark arabisiertes Usbekisch und zum anderen (in China) ein ebenfalls stark arabisiertes Uigurisch verwendet. Diese Sprachformen dienen zur Verständigung zwischen den jeweiligen zentralasiatischen Turkvölkern und werden von diesen Islamisten als „Tschagatei“ bezeichnet.

## Schrift
Die tschagataische Sprache wurde größtenteils mit dem arabischen Alphabet geschrieben. Es existieren auch Kopien tschagataischer literarischer Werke in uigurischer Schrift, die im Reiche der Timuriden für administrative Zwecke verwendet wurde.
Das arabische Alphabet für Tschagataisch ist dem perso-arabischen Alphabet gleich. Die Orthographie war nicht standardisiert; ob man einen Vokal voll ausschrieb oder Taschkīl verwendete, war dem Schreiber selbst überlassen; meist jedoch wurden die Vokale ausgeschrieben. Dies trifft allerdings alles nur auf türkische Wörter zu, denn persische und arabische Wörter wurden so geschrieben wie in ihrer Standardorthographie.

## Grammatik
Die Grammatik des Tschagataischen war sehr vielfältig und unterlag vielen Einflüssen.

### Arabischer Einfluss
Der arabische Einfluss bestand darin, dass arabische Lehnworte den arabischen Plural tragen konnten, d. h., dass der allgemeintürkische Plural -lar nicht unbedingt bei diesen Worten verwendet werden musste. Besonders in der Schriftsprache galt es natürlich als eloquent, den arabischen Plural zu verwenden, z. B. wäre der eloquente Plural von ḫabar ‚Neuigkeit‘ aḫbâr, während man in der Umgangssprache eher ḫabarlar verwenden würde.

### Persischer Einfluss
Größer als der vorgenannte arabische war der persische Einfluss auf diese Sprache. Ähnlich wie in der osmanischen Sprache und im Krimtürkischen wurde die persische Eżāfe-Konstruktion bei bestimmten Namen verwendet oder auch bei literarischen Ausdrücken, die von der persischen Literatur übernommen wurden, z. B. därd-i dil ‚Herzschmerz‘, was in einer türkischen Konstruktion dil därdi gewesen wäre.
Ein anderer großer Einfluss war der persische Indefinitartikel, der jedoch nur bei persischen Worten angewendet wurde, z. B. bülbül-ê ‚eine Nachtigall‘.

### Vielfältigkeit
Die Vielfältigkeit der tschagataischen Sprache bestand darin, dass sie verschiedene Grammatiken von Turksprachen zusammenführte. Dies trat besonders in Kasusmarkern auf; zum Beispiel lautete der Ablativ -dan oder auch -dın, wie es noch heute in den uighurischen Sprachen üblich ist. Der Genitiv lautete im Tschagatai -niŋ bzw. -iŋ, wie es in modernen oghusischen Sprachen Türkisch oder Turkmenisch üblich ist.
Allgemein bleibt festzustellen, dass das Tschagataiische sehr viel offener war als die eher starre, standardisierte offizielle Form der heutigen Turksprachen. Das Türki (wie das Tschagataiische von seinen Sprechern meist genannt wurde) war eine literarische Hochsprache, die vielen Einflüssen unterlag und diese Einflüsse zu einer neuen einzigartigen Sprachform zusammenführte, was ein uigurisches Sprichwort so ausdrückt: „Arabisch ist Wissen/Wissenschaft, Persisch ist Zucker, Hindi ist Salz, Türki ist Kunst“.